# Beisebol nos Jogos Pan-Americanos de 1971
As competições de beisebol nos Jogos Pan-Americanos de 1971 foram realizadas em Cali, Colômbia . Esta foi a sexta edição do esporte nos Jogos Pan-Americanos.

## Quadro de medalhas
| Ordem | País               | Medalha de ouro | Medalha de prata | Medalha de bronze | Total |
| ----- | ------------------ | --------------- | ---------------- | ----------------- | ----- |
| 1     | CUB Cuba           | 1               | 0                | 0                 | 1     |
| 2     | USA Estados Unidos | 0               | 1                | 0                 | 1     |
| 3     | COL Colômbia       | 0               | 0                | 1                 | 1     |
| Total | Total              | 1               | 1                | 1                 | 3     |

## Medalhistas
| Event     | Ouro     | Prata              | Bronze       |
| --------- | -------- | ------------------ | ------------ |
| Masculino | CUB Cuba | USA Estados Unidos | COL Colômbia |